# Poedja
Een poedja of pudja, onder Saramaccaners wel een deindein genoemd, is een muziekinstrument uit Suriname. Het is een slaginstrument dat bij creoolse muziek wordt gebruikt.
De poedja bestaat uit een uitgeholde boomstam met een lengte van ongeveer 50 centimeter en een doorsnee van 25 tot 30 centimeter. Hij wordt net als de mandron bespannen met wiggen. Ook de vorm van de drum is conisch. Saramaccaners bespelen de deindein met een of twee handen en stokken. In de kawina geeft de laaggestemde poedja altijd het basritme aan.